# Public Knowledge
Public Knowledge (en français « connaissance publique » ou « savoir public ») est une organisation américaine à but non lucratif de défense des citoyens, engagée sur les thématiques liées à la propriété intellectuelle et qui milite en faveur d’un Internet de format ouvert construit sur le principe de bout-à-bout.
Fondée en 2001 par David Bollier, Gigi Sohn et Laurie Racine, l’association, dont le siège est installé à Washington, compte parmi ses directeurs de programmes des personnalités telles que Peter Suber, Hal Abelson ou encore Lawrence Lessig.